# Jean-Denis Gendron
Pour les articles homonymes, voir Gendron.
Jean-Denis Gendron est un professeur et linguiste québécois né à Saint-Antoine-sur-Richelieu le 1er janvier 1925 et mort le 16 février 2025. 

## Biographie
Jean-Denis Gendron détient une licence ès Lettres de l'Université Laval (1950), un diplôme en phonétique de l'Institut de phonétique de la Sorbonne (1956) et un doctorat de l'Université de Strasbourg (1958).
Il est appelé par le gouvernement du Québec à présider en 1968 la Commission d'enquête sur la situation de la langue française et des droits linguistiques au Québec.

## Honneurs et distinctions
- 1967 - Membre du Conseil international de la langue française
- 1984 - Société royale du Canada
- 1985 - Membre de l'Ordre des francophones d'Amérique
- 1991 - Officier de l'Ordre des palmes académiques de France
- 1992 - Officier de l'Ordre national du Québec
- 1993 - Prix Marcel-Vincent

## Publications (liste partielle)
- D'où vient l'accent des Québécois ? Et celui des Parisiens ?, Québec, Presses de l'Université Laval, 2007.
- La modernisation de l'accent québécois, Québec, Presses de l'Université Laval, 2014.